# Burdii, Tulciîn
Burdii (în ucraineană Бурдії) este un sat în comuna Levkivți din raionul Tulciîn, regiunea Vinnița, Ucraina.

## Demografie
Componența lingvistică a localității Burdii
     Ucraineană (97,5%)
     Română (2,5%)
Conform recensământului din 2001, majoritatea populației localității Burdii era vorbitoare de ucraineană (97,5%), existând în minoritate și vorbitori de română (2,5%).